# Charlie Kimball

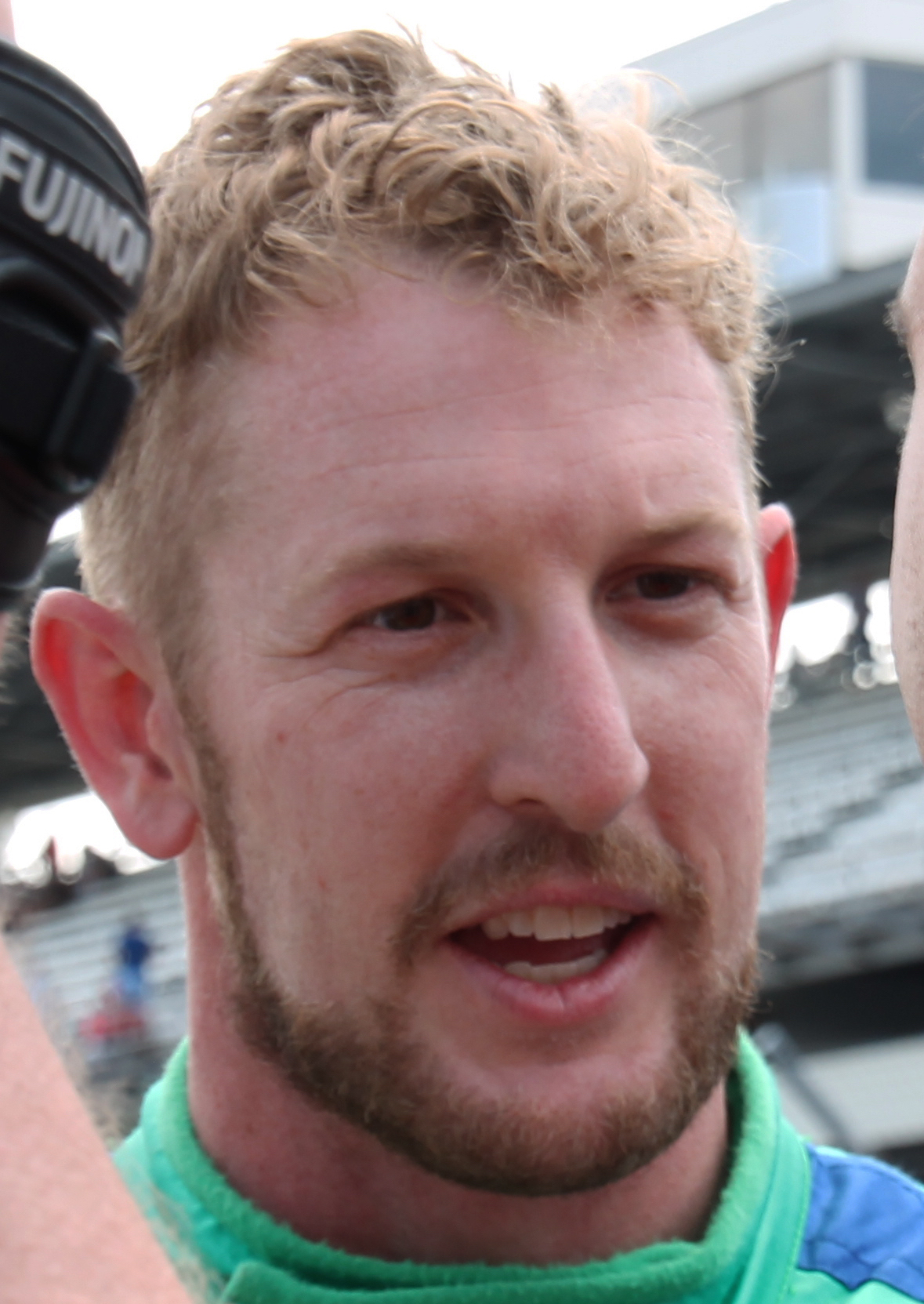
Charlie Kimball, 2015

Charlie Kimball, (n. 20 februarie 1985, Chertsey, Anglia, Marea Britanie) este un pilot de curse american, care participă în IndyCar din sezonul 2011.

## Cariera în IndyCar
| Sezon | Echipă              | Puncte | Loc clasament general |
| ----- | ------------------- | ------ | --------------------- |
| 2011  | Chip Ganassi Racing | 233    | 19                    |
| 2012  | Chip Ganassi Racing | 260    | 19                    |
| 2013  | Chip Ganassi Racing | 427    | 9                     |